# Wesley Lopes da Silva
Wesley Lopes da Silva (Espírito Santo, Brasil, 10 de octubre de 1980) es un exfutbolista brasileño. Jugaba como centrocampista ofensivo, en los 18 años que estuvo activo profesionalmente convirtió 160 goles en 402 partidos.

## Trayectoria
Wesley se formó como jugador en las categorías inferiores del A.A. Ponte Preta llegando al primer equipo Macaca en la temporada 1999-2000 (Campeonato Brasileño de Serie A), donde compartió vestuario con entre otros Luís Fabiano. Abandonó la entidad paulista en verano de 2002 para iniciar una éxotica aventura en la K League Classic surcorena en las filas del Suwon Samsung Bluewings F.C.. Finalmente, su aventura duró sólo 6 meses con los Alas azueles regresando a Brasil para enrolarse en las filas del Fortaleza E.C..
En verano de 2003 dio el salto a Europa fichando por el F.C. Peñafiel (Segunda División de Portugal), consiguiendo en su primera temporada el ascenso a la Primeira Liga. Su debut con los Rubro-Negros en la máxima categoría del fútbol portugués fue espectacular al marcar 14 goles, lo qu le convirtió en el 3ª máximo goleador de la competición tras Simão Sabrosa del S. L. Benfica (15 goles), João Tomas del S.C. Braga (15 goles) y Liédson del Sporting de Lisboa (25 goles).
Su buen papel en la Primeira Liga le valió para fichar por el recién ascendido Deportivo Alavés (1.ª) llegando a debutar el 27 de agosto de 2005 en el partido frente al F. C. Barcelona (0-0) de la primera jornada y marcando su primer gol el 2 de octubre de 2005 en la visita al Real Racing Club de Santander (1-2). En el mercado de invierno su condición de jugador extracomunitario y la necesidad de reforzar el equipo ante la mala situación clasificatoria supuso su salida como cedido al Vitória SC (Primeira Liga). A su regreso el equipo albiazul había sufrido un doloroso descenso (en el último minuto) a la 2ª División, donde tuvo un protagonismo escaso en la primera vuelta saliendo de nuevo en el mercado invernal destino al Grasshopper Club Zürich (Superliga de Suiza) cedido tras el pago de 300000 €. A su vuelta al Deportivo Alavés se encontró con un equipo en plena crisis institucional y económica que decidió darle salida debido a su ficha cediéndolo al F.C. Paços de Ferreira (Primeira Liga).
Ya como agente libre, en verano de 2008 fichó por el Leixões S.C., recién ascendidos a la Primeira Liga. Su aventura con los Héroes del mar duró hasta el mercado de invierno cuando el F.C. Vaslui (Liga I rumana) desembolsó 1500000 euros por sus servicios.
Con los Galben-Verzii vivió una progresión constante en sus número como goleador hasta que en la 2011-12, Wesley se convirtió en el máximo goleador del campeonato con 27 goles, ayudando a su equipo a lograr el subcampeonato de liga (El mejor resultado histórico del club) y disputar la fase previa de la Liga de Campeones de la UEFA. Sus buenas actuaciones no pasaron desapercibidas y en verano de 2012 el Al Hilal saudí pagó tres millones de euros por el jugador.
La experiencia no fue todo lo positiva y abandonó Arabia Saudita en verano de 2013, sin conseguir fichar por ningún equipo hasta en el mercado de invierno cuando fue contratado por 6 meses para disputar la Liga Postobon 2014-1 por el histórico del fútbol colombiano Millonarios F.C.. Durante la media temporada que jugó con los Embajadores' anotó solo un gol frente al Independiente Medellín en el Atanasio Girardot con gran calidad tecnica ya que utilizó su hombro para introducir el balon.
Pese a las críticas recibidas el jugador encontró acómodo en el fútbol rumano, donde todavía conservaba un buen cartel por su etapa con el F.C. Vaslui, en las filas del C.S.M.S. Iasi que acaba de conseguir el ascenso a la Liga I. Finalmente sin conseguir cumplir las expectativas, Wesley regresó al fútbol brasileño, concretamente a las filas de su actual equipo, el U.A. Barbarense.
En agosto de 2016 volvió a ser noticia al extenderse el rumor de su muerte, teniendo que salir incluso el jugador a desmentirlo.

## Clubes
- Datos: Q1340056

| Club                    | País           | Año         |
| ----------------------- | -------------- | ----------- |
| Ponte Preta             | Brasil         | 1999-2002   |
| Suwon Samsung Bluewings | Corea del Sur  | 2002-2003   |
| Fortaleza EC            | Brasil         | 2003        |
| Peñafiel                | Portugal       | 2004 - 2005 |
| Deportivo Alavés        | España         | 2005        |
| Vitória SC              | Portugal       | 2006        |
| Deportivo Alavés        | España         | 2006        |
| Grasshopper             | Suiza          | 2007        |
| Deportivo Alavés        | España         | 2007        |
| Paços de Ferreira       | Portugal       | 2007        |
| Deportivo Alavés        | España         | 2008        |
| Leixões SC              | Portugal       | 2008        |
| Vaslui                  | Rumania        | 2009 - 2012 |
| Al-Hilal                | Arabia Saudita | 2012 -2013  |
| Millonarios             | Colombia       | 2014        |
| Studențesc Lași         | Rumania        | 2014 - 2015 |
| U.A. Barbarense         | Brasil         | 2015 - 2017 |

## Títulos
- FC Vaslui:
  - Liga I (0): Segundo: 2011–12
  - Cupa României (0): Semifinal: 2010

- Al-Hilal:
  - Crown Prince Cup (1): 2013
  - Saudi Professional League (0): Segundo: 2012–13

### Individual
| - Vaslui Jugador de la temporada (2): 2010, 2012 - Liga I Bota de oro (1): 2011–12 - Liga I Jugador extranjero del año (2): 2011, 2012 - Vaslui Goles totales (78 goles) - Liga I Goles como jugador extranjero (62 goles) 1. 2. 3. 4. 5. 6. 7. 8. |